# Молу
Молу (фр. Molou) — деревня и супрефектура в Чаде, расположенная на территории региона Ваддай. Входит в состав департамента Ассунга.

## Географическое положение
Деревня находится в восточной части Чада, к югу от вади Джир, на высоте 819 метров над уровнем моря.
Молу расположена на расстоянии приблизительно 737 километров к востоку-северо-востоку (ENE) от столицы страны Нджамены.

## Население
По данным официальной переписи 2009 года численность населения Молу составляла 57 502 человека (26 075 мужчин и 31 427 женщин). Население супрефектуры по возрастному диапазону распределилось следующим образом: 52,1 % — жители младше 15 лет, 41,9 % — между 15 и 59 годами и 6 % — в возрасте 60 лет и старше.

## Транспорт
Ближайший аэропорт расположен в городе Адре.